# Alto Alentejo
Alto Alentejo és una subregió estadística portuguesa, part de la Regió Alentejo, que correspon gairebé a tot el Districte de Portalegre, encara que també compren un municipi del Districte d'Évora. Limita al nord amb Pinhal Interior Sul i Beira Interior Sul, a l'est amb Extremadura, al sud amb Alentejo Central i a l'oest amb Lezíria do Tejo i Médio Tejo. Comprèn 15 concelhos: Alter do Chão, Arronches, Avis, Campo Maior, Castelo de Vide, Crato, Elvas, Fronteira, Gavião, Marvão, Monforte, Mora, Nisa, Ponte de Sor i Portalegre.